# Chapiteau de Sarnath
Le chapiteau de Sarnath est un chapiteau de pilier, parfois également décrit comme une « console en pierre », il a été découvert lors des fouilles archéologiques de l'ancien site bouddhiste de Sarnath en 1905. Le pilier présente des volutes et des palmettes ioniques,. Il date du IIIe siècle av. J.-C., à l'époque de l'Empire Mauryan, mais est maintenant daté du Ier siècle av. J.-C., pendant la période de l'Empire Sunga.
L'une de ses faces montre un cheval au galop portant un cavalier, tandis que l'autre montre un éléphant et son cornac.
Le chapiteau rappelle l'ordre ionique hellénistique et est souvent comparé au chapiteau Pataliputra,. Les deux chapiteaux ont également été qualifiées de « quasi-ioniques », et comparés par exemple aux chapiteaux anta du temple d'Apollon à Didyme.
Le chapiteau est maintenant exposé au musée de Sarnath.

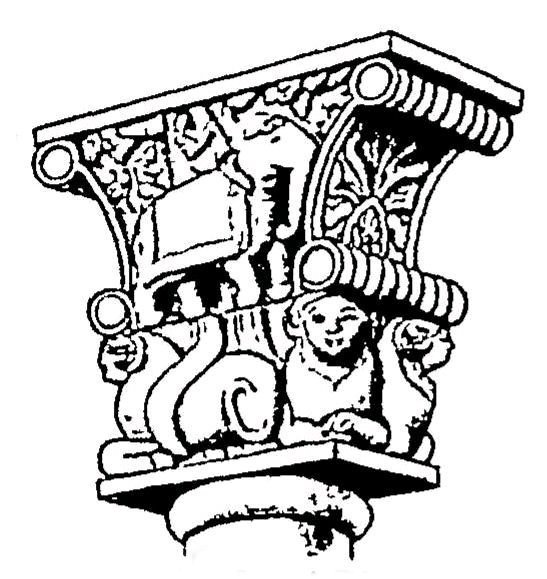
Reconstruction du chapiteau complet par Percy Brown.
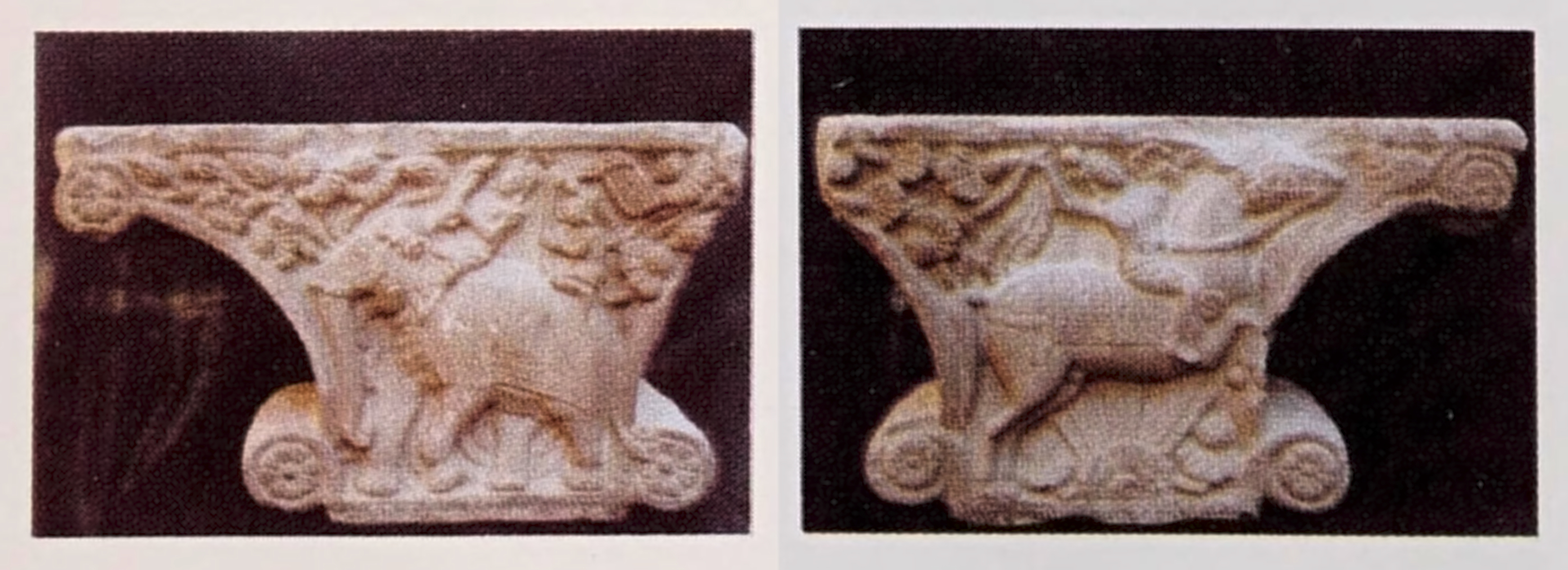
Vues frontales du chapiteau, au musée de Sarnath.
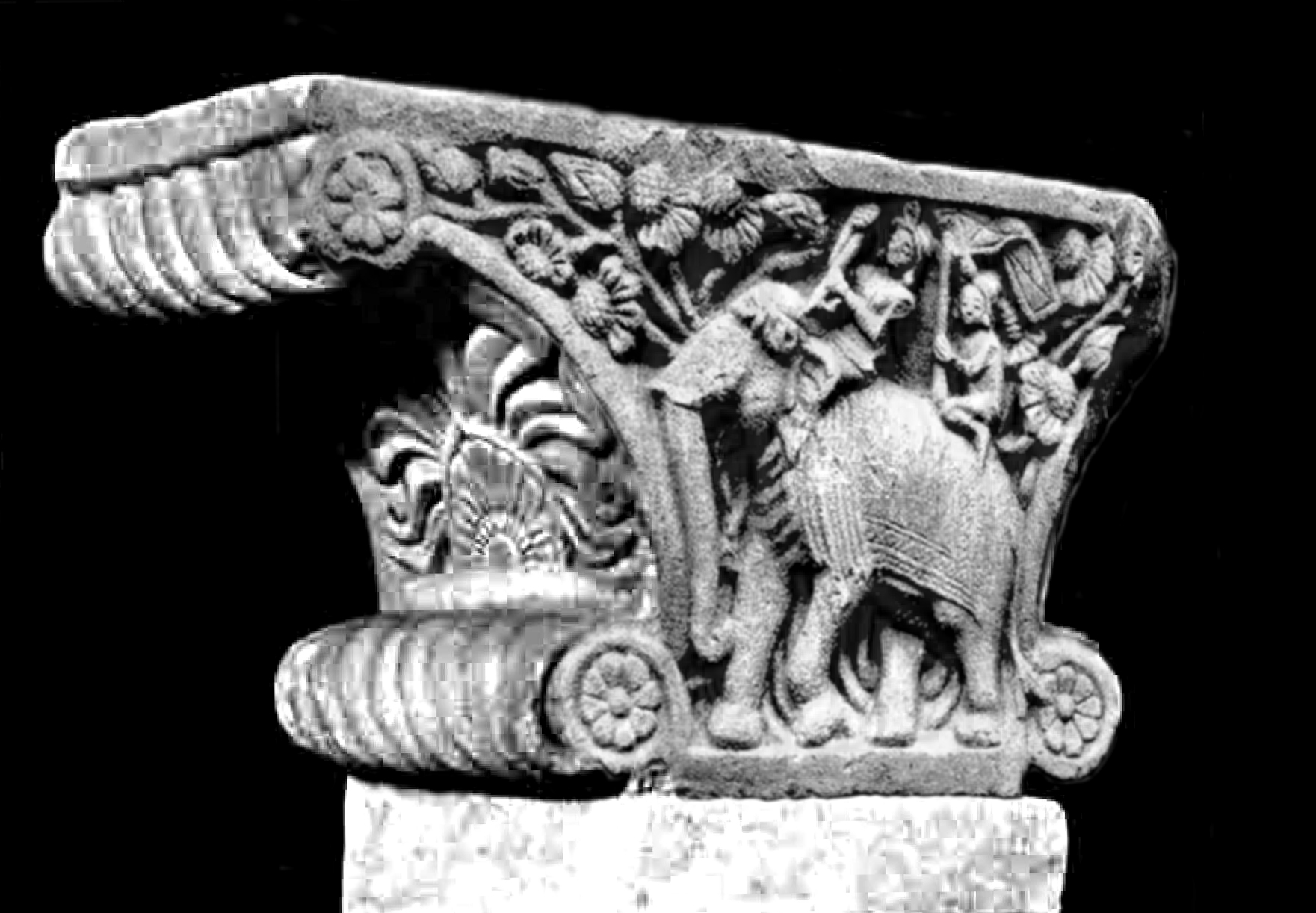
Vue arrière du chapiteau (reconstituée à partir des photographies disponibles).